# Otto Steinwender
Otto Steinwender (17. února 1847 Klagenfurt – 20. března 1921 Villach) byl rakouský politik, na konci 19. a počátku 20. století poslanec Říšské rady, v poválečném období člen rakouské Spolkové rady a ministr financí Rakouska.

## Biografie

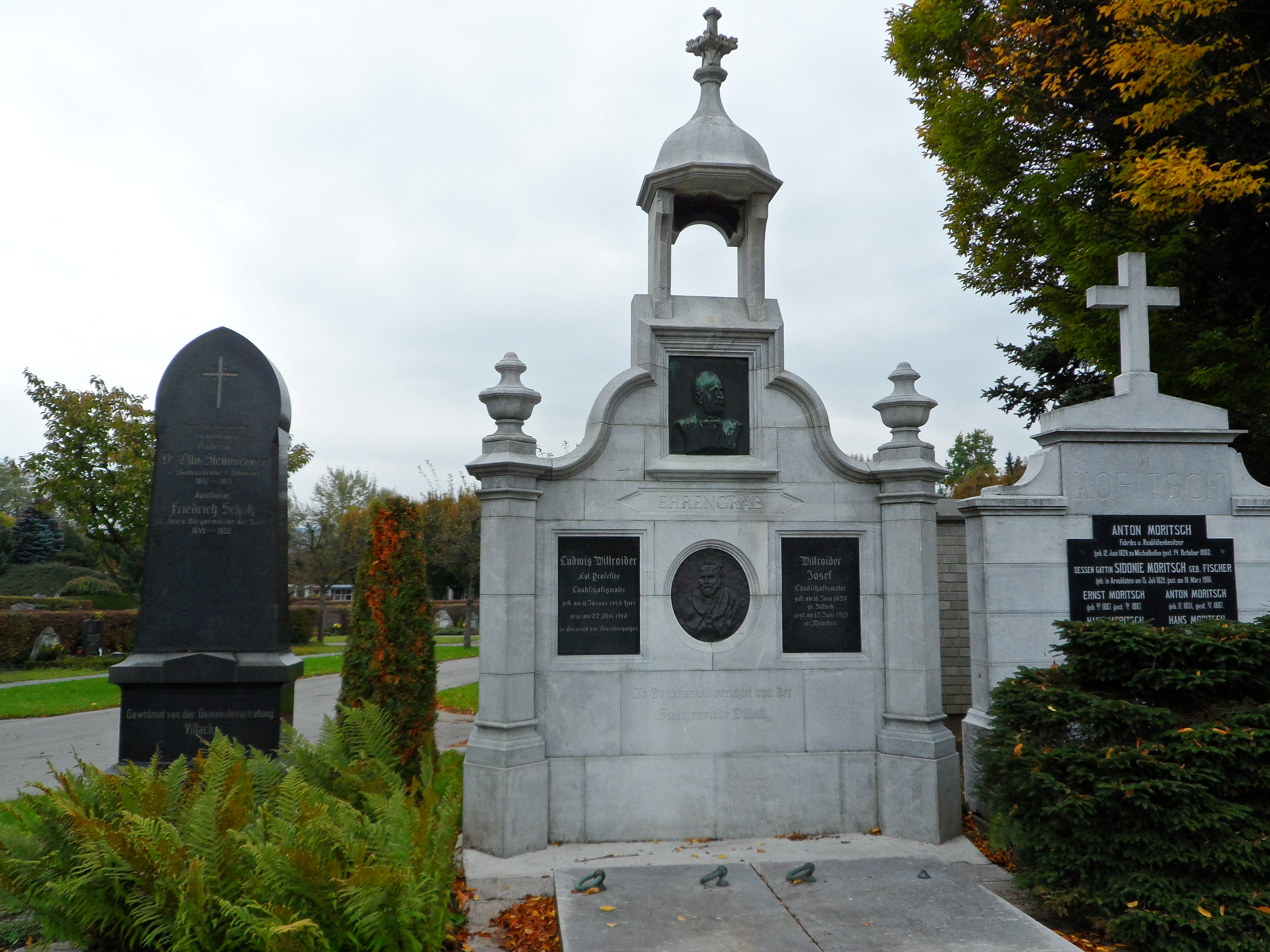
Rodinný hrob na hřbitově ve Villachu

Byl synem finančního úředníka. Vychodil národní školu a od roku 1857 gymnázium v Klagenfurtu. Absolvoval právnickou a filozofickou fakultu Vídeňské univerzity, kde studoval od roku 1865. Byl členem německého nacionálního Burschenschaftu Silesia. Na Vídeňské univerzitě získal pedagogickou zkoušku v oboru klasické filologie a germanistiky a roku 1873 (podle jiného zdroje roku 1876) získal titul doktora filozofie. Od roku 1874 působil jako učitel latiny a starořečtiny na vídeňském městském gymnáziu v Mariahilfu. Publikoval četné národohospodářské a politické články. Angažoval se politice jako člen Německé lidové strany. Roku 1880 náležel mezi zakladatele německého školského spolku Deutscher Schulverein a roku 1882 se podílel na formulování takzvaného Lineckého programu.
V 80. letech 19. století se zapojil i do celostátní politiky. Ve volbách do Říšské rady roku 1885 získal mandát v Říšské radě (celostátní zákonodárný sbor) za městskou kurii, obvod Villach, Hermagor atd. Mandát obhájil za týž obvod i ve volbách do Říšské rady roku 1891 (na schůzi 22. února 1894 sice oznámil rezignaci, ale již 6. března 1894 opětovně složil poslanecký slib). Uspěl i ve volbách do Říšské rady roku 1897 a volbách do Říšské rady roku 1901.
Po volbách roku 1885 patřil do klubu Sjednocené levice, do kterého se spojilo několik ústavověrných proudů německých liberálů. Po rozpadu této parlamentní frakce patřil do klubu Deutscher Club (Německý klub). Od roku 1887 byl předákem skupiny Deutschnationale Vereinigung. Jako člen klubu Deutschnationale Vereinigung se uvádí v roce 1890. I po volbách roku 1891. Z Deutschnationale Vereinigung se roku 1896 formálně ustavila Německá lidová strana. Profiloval se jako odborník na finanční a hospodářské otázky, patřil tradičně mezi zpravodaje u finančních zákonných předloh projednávaných v parlamentu. Ve volbách roku 1897 byl na Říšskou radu zvolen za Německou lidovou stranu. Byl tehdy jedním z pěti členů předsednictva jejího parlamentního klubu. V roce 1898 byl ovšem pro své uměřené postoje k Badeniho jazykovým nařízením (vládní nařízení posilující status češtiny v úřední komunikaci, ostře odmítaná německými národovci) vyloučen z Německé lidové strany a v následujících letech působil v parlamentu jako nezařazený poslanec.
Uspěl i ve volbách do Říšské rady roku 1907, konaných poprvé podle všeobecného a rovného volebního práva, kdy byl zvolen za obvod Korutany 10. Usedl do poslanecké frakce Německý národní svaz, do kterého se sloučily německé konzervativně-liberální a nacionální politické proudy, v jehož rámci se uváděl jako člen Německé agrární strany. V době svého příklonu k německým agrárníkům se specializoval na zemědělská témata. V letech 1909–1911 byl místopředsedou Poslanecké sněmovny Říšské rady. Mandát obhájil za týž obvod i ve volbách do Říšské rady roku 1911. Ve vídeňském parlamentu setrval až do zániku monarchie. K roku 1911 se profesně uvádí jako gymnaziální profesor.
V letech 1918–1919 zasedal jako poslanec Provizorního národního shromáždění Německého Rakouska (Provisorische Nationalversammlung), nyní za Německou nacionální stranu (DnP). Zastával i vládní funkci. Od 30. října 1918 do 15. března 1919 působil jako státní tajemník (ministr) financí Německého Rakouska. Ve funkci ministra musel čelit krizi spojené s rozpadem státu, provázené inflací. I přes snahy zabránit znehodnocování měny došlo k dalšímu tisku bankovek a urychlení inflačních procesů. K pokrytí peněžní nouze si stát musel vzít půjčku a zavést nové daně.
Roku 1919 se stáhl z celostátní politiky, ale byl zvolen do Korutanského zemského sněmu, který ho následně vyslal do rakouské Spolkové rady, kde zasedal od 1. prosince 1920 až do své smrti za Velkoněmeckou nacionální stranu (GdP).